# Жил Арден-Мансар
Жил Арден-Мансар (фр. Jules Hardouin-Mansart; Париз, 16. април 1646 — Марли ле Роа, 11. мај 1708) је био француски архитекта из епохе барока.
Радећи за Луја XIV од 1675. године, добио је титулу првог краљевог архитекте 1681. године.
Од 1678. Жил Арден-Мансар, Луј ле Во и Франсоа Дорбеј били су главни архитекти Версајског дворца, при чему је Арден-Мансар пројектовао баштенску фасаду, северно и јужно крило (1678/1689), дворску капелу (започета 1699) и дворац Велики Тријанон (1687/1688). У Паризу је у раздобљу од 1675. до 1706. саградио Палату инвалида. Аутор је нацрта за Трг победа (Place des Victoires, 1684) и Трг Вандом (Place Vendôme, 1685) у Паризу. Његово дело је Версајска оранжерија.